# Débit de fuite
Généralement, une fuite est caractérisée quantitativement par le débit du fluide qui s’échappe du confinement.

## Pour les liquides
Il s’exprime :
- soit par la masse qui circule par unité de temps, exprimée en kilogramme pas seconde (kg/s), ou ses sous-multiples, le gramme par seconde (g/s) ou par heure (g/h),
- soit par le volume qui circule par unité de temps, exprimé en mètre cube par seconde (m3/s); ou ses sous-multiples, le centimètre cube par seconde (cm3/s) ou par heure (cm3/h).

## Pour les gaz
Pour les gaz (les liquides sont considérés incompressibles), il est nécessaire de préciser la pression de référence du gaz qui fuit. Pour cela, il est fait appel au flux gazeux q, ou débit énergétique.
Le flux gazeux est le produit de la pression p par le volume V qui passe à travers une surface S en une unité de temps.
Dans le cas d'un gaz, la variation de pression éventuelle de part et d'autre du réservoir doit être prise en compte : si un centimètre cube s'échappe d'un réservoir à 100 bars, il occupera un volume de 0.1 litre une fois passé à la pression atmosphérique. Dans cette transformation, la loi de Boyle-Mariotte indique que le produit du volume par la pression reste constant, et est homogène à une énergie (pour un gaz parfait, on aurait P.V=nRT, ce produit est proportionnel à la quantité de matière, mais également à la température). On mesure donc la quantité de matière perdue par ce produit volume x pression, et le débit de fuite a pour dimension volume x pression / temps.
L’unité légale dans le Système international d'unités est le Pa.m3/s. L'unité usuelle est, en Europe, le mbar.l/s.

## En construction
Le débit de fuite à 50 Pa est le débit d'air correspondant au taux de renouvellement d'air lorsque la différence de pression est de 50 Pa entre l'intérieur et l'extérieur du bâtiment (50 Pa correspond à un vent de 32 km/h à l’extérieur de l'habitation). Pour une habitation individuelle respectant les labels des bâtiments passifs, le taux de renouvellement d'air à 50 Pa, appelé n50, est défini par le débit de fuite rapporté au volume d'air intérieur, il doit être inférieur à 0,6 vol/h (m³/h par m³). Pour une habitation individuelle respectant la RT2012, le débit de fuite maximum autorisé est calculé pour un écart de pression de 4 Pa. Cet indicateur règlementaire, nommé Q4Pa-surf, est obtenu en divisant le débit de fuite à 4 Pa par la surface de parois extérieur Atbat (murs et toitures), il doit être au maximum de 0,6 m³/h par m² de surface. Ces deux indicateur permettent d'évaluer le taux d'infiltration moyen. Une valeur n50 de 0,6 vol/h quantifie un très bon niveau d’étanchéité, il correspond à une valeur de Q4Pa-surf de l'ordre de 0.15 m³/h.m² (dépend de la compacité du bâtiment).
Ces débits de fuite résultent uniquement de l'étanchéité à l'air de l'enveloppe pour différents écarts de pression et non pas du comportement des occupants (ouverture des fenêtres et des portes), ni du débit d'air réalisé par l'installation de ventilation hygiénique. Ce débit ne peut être précisément connu que sur la base d'un test de pressurisation.
Le test d'infiltrométrie (ou test d'étanchéité à l'air) permet de mesurer la quantité d'air entrant dans un bâtiment et de situer les fuites d'air. Grâce à ce test, on peut connaître la quantité d'air qui entre dans l'habitat en dehors des systèmes de ventilation et connaître les endroits à colmater pour supprimer les infiltrations d'air parasites.

### Sources
- techniques-ingenieur.fr.
- Construire avec l'énergie un site de la région wallonne.
- flux gazeux sur techvide.org/.